# این بازیگری‌ست
این بازیگری‌ست (به انگلیسی: This Is Acting) هفتمین آلبوم استودیویی خواننده و ترانه نویس استرالیایی سیا است که در سال ۲۰۱۶ منشر شد.

## فرایند تولید
این آلبوم پس از آلبوم موفق سیا در سال ۲۰۱۴ یعنی ۱۰۰۰ شکل ترس در دست تولید قرار گرفت. در دسامبر ۲۰۱۴ سیا در گفتگو با مجله اسپین اعلام کرد که "دو تا [آلبوم] دیگر هم در دست تولیدند و انتشار می‌یابند" و اینکه "دوست دارم ۲۰۱۵ را طوفانی به پایان برسانم" او بعدتر در فوریه ۲۰۱۵ در مصاحبه با ان‌ام‌ئی برای اولین بار جزئیاتی از آلبوم این اداست ارائه کرد. در این مقاله او دگرباره تأیید کرد که کار روی آلبوم پایان یافته‌است و اینکه این آلبوم بیشتر از آثار قبلی‌اش پاپ است. او اظهار داشت که موفقیت آلبوم قبلیش و بخصوص آهنگ اول از این آلبوم یعنی چلچراغ او را بر این داشت تا باز هم کارهای با سبک جدید منتشر کند؛ او درباره نام آلبوم جدیدش توضیح داد: "این [آلبوم]اداست چون آهنگ‌هایش آهنگ‌هایی هستند که من برای دیگران نوشته بودم و چیزی نیستند که در تفکر خودم به آن‌ها فکر کنم و حالا خودم قرار است آن‌ها را اجرا کنم. شبیه بازیگری کردن است. جالب است." کمی پس از این صحبت سیا، اَوت در پیش‌بینی موفق بودن آلبوم سیا مقاله‌ای با عنوان "۱۰ آهنگ برتر نوشته توسط سیا برای سایر هنرمندان" را منتشر کرد که آهنگ‌های "عطر" از بریتنی اسپیرز، "الماس‌ها" از ریانا، دردناک است از بیانسه و با عشقت مرا به زندگی برگرداندی از سلین دیون از آن جمله‌اند.

## فهرست آهنگ‌ها
| این اداست – نسخه استاندارد | این اداست – نسخه استاندارد              | این اداست – نسخه استاندارد                | این اداست – نسخه استاندارد | این اداست – نسخه استاندارد |
| شماره                      | نام                                     | نویسنده(ها)                               | تهیه‌کننده(ها)              | مدت                        |
| -------------------------- | --------------------------------------- | ----------------------------------------- | -------------------------- | -------------------------- |
| ۱.                         | «پرنده آزاد شده»                        | سیا فارلر گرِگ کِرستین                      | کرستین                     | ۴:۱۲                       |
| ۲.                         | «زنده»                                  | Furler [ ۹ ] اَدِل اَدکینز توبیاس جِسو جونیور | جسی شاتکین                 | ۴:۲۳                       |
| ۳.                         | «یک میلیون گلوله»                       | فارلر                                     | شاتکین                     | ۴:۱۰                       |
| ۴.                         | «بدنت را تکون بده»                      |                                           |                            | nil                        |
| ۵.                         | «توقف ناپذیر»                           |                                           |                            | nil                        |
| ۶.                         | «هیجان‌های کم‌خرج (یا هیجان‌های سبُک‌سرانه)» | فارلر کرستین                              |                            | ۳:۳۰                       |
| ۷.                         | «دروگر مرگ»                             | فارلر کانیه وست                           | وست                        | ۳:۳۹                       |
| ۸.                         | «خانه‌ای در آتش»                         |                                           |                            | nil                        |
| ۹.                         | «رد پاها»                               |                                           |                            | nil                        |
| ۱۰.                        | «طراحی دلنشین»                          |                                           |                            | nil                        |
| ۱۱.                        | «شیشه شکسته»                            |                                           |                            | nil                        |
| ۱۲.                        | «فضای میان»                             |                                           |                            | nil                        |

| این اداست – نسخه انحصاری تارگت (ترَک‌های امتیازی) | این اداست – نسخه انحصاری تارگت (ترَک‌های امتیازی) | این اداست – نسخه انحصاری تارگت (ترَک‌های امتیازی) | این اداست – نسخه انحصاری تارگت (ترَک‌های امتیازی) |
| شماره                                           | نام                                             | نویسنده(ها)                                     | مدت                                             |
| ----------------------------------------------- | ----------------------------------------------- | ----------------------------------------------- | ----------------------------------------------- |
| ۱۳.                                             | «اولین مبارزه با ماسه‌باد»                       |                                                 | nil                                             |
| ۱۴.                                             | «باران تابستانی»                                |                                                 | nil                                             |

## بازخورد منتقدین
| بررسی جمعی      | بررسی جمعی |
| منبع            | رتبه‌بندی   |
| --------------- | ---------- |
| انی‌دیسنت‌میوزیک؟ | ۶٫۴/۱۰     |
| متاکریتیک       | ۶۷/۱۰۰     |
| بررسی انتقادی   |            |
| منبع            | رتبه‌بندی   |
| آل‌میوزیک        | [ ۱۳ ]     |
| ای. وی. کلاب    | B+         |
| بیلبورد         | [ ۱۵ ]     |
| گاردین          | [ ۱۶ ]     |
| بتولاتور        | ۴/۵        |
| ایندیپندنت      | [ ۱۸ ]     |
| ان‌ام‌ئی          | ۴/۵        |
| پیچفورک مدیا    | ۶٫۸/۱۰     |
| رولینگ استون    | [ ۲۱ ]     |
| مجله اسلنت      | [ ۲۲ ]     |

آین آلبوم در مجموع مورد نقد مثبت منتقدین موسیقی قرار گرفت. در متاکریتیک، که میانگینی از ۱۰۰ امتیاز را بر اساس نقدهای منتقدان برجسته در نظر می‌گیرد، این آلبوم میانگین امتیاز ۶۹ را به خود اختصاص داده که بر اساس ۲۱ نقد بیانگر "در مجموع آلبوم خوب" می‌باشد.